# Stěrač

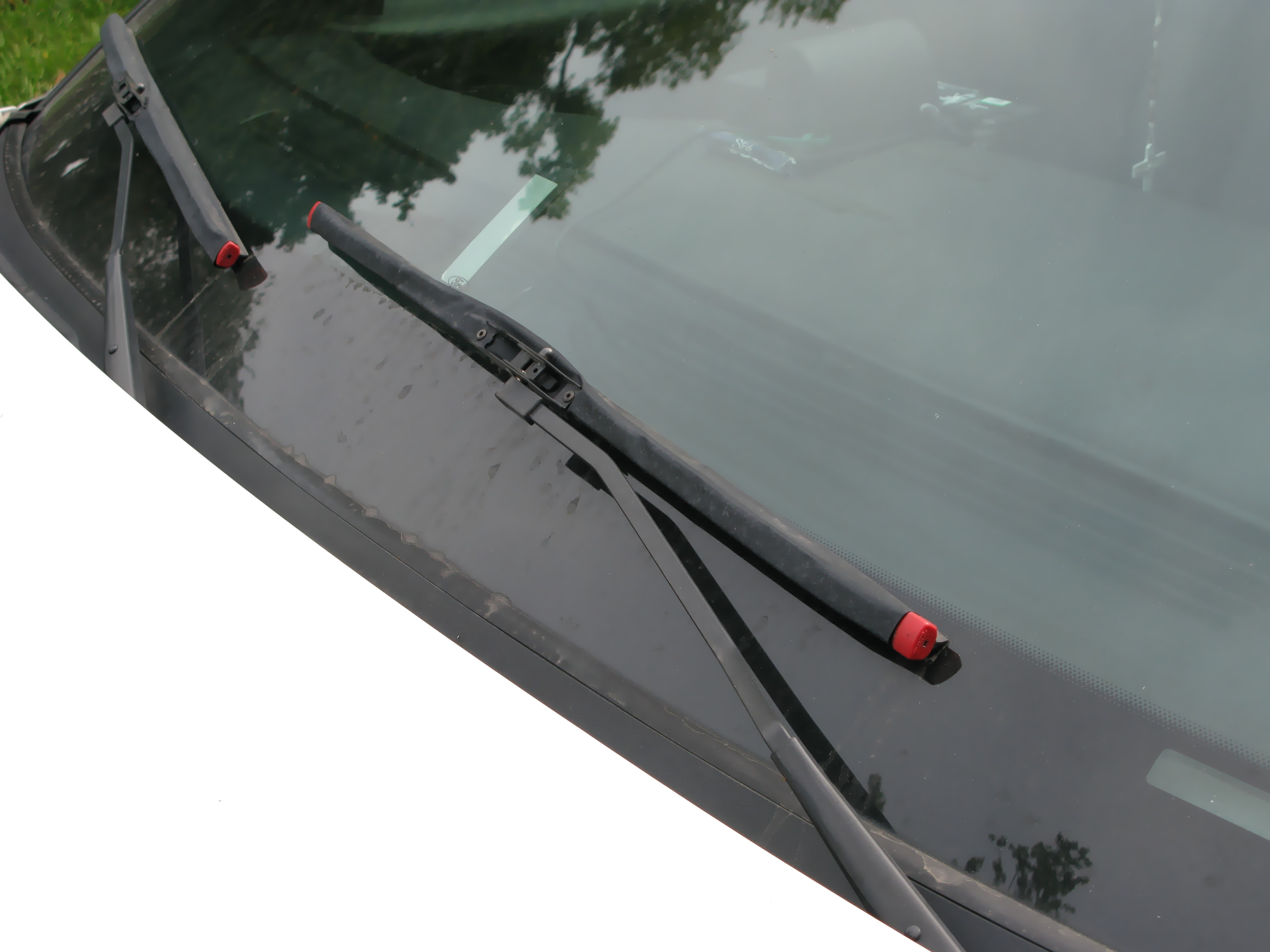
Dvojice stěračů na čelním skle automobilu

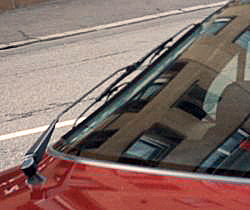
Stěrač zadního skla automobilu

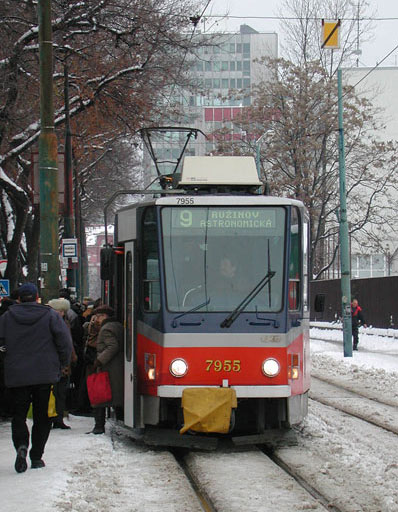
Čelní stěrač tramvaje Tatra T6A5

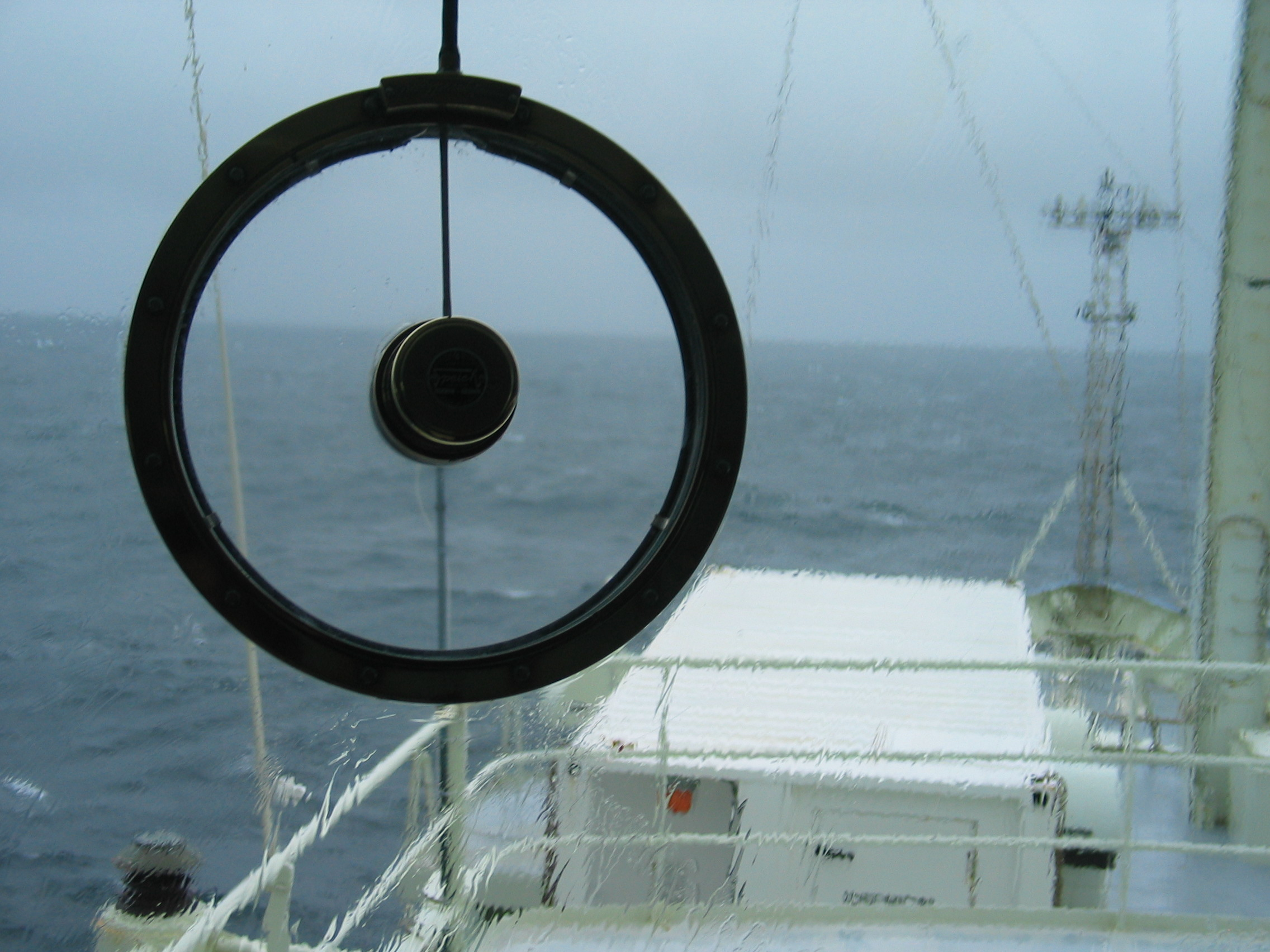
Rotační stěrač

Stěrače (synonymní výraz stírače byl v minulosti považován za spisovnější) jsou zařízení pro zajištění výhledu v zorném poli řidiče. Pracují na principu setření nečistoty ze skla, které brání nebo ovlivňuje výhled. Stěrače jsou primárně konstruovány pro odstranění vodní vrstvy ze skla. Používají se zejména na čelních sklech dopravních prostředků (automobily, autobusy, drážní tažná a řídicí vozidla, řídicí kabiny lodí a letadel atd.).

## Konstrukce a funkce stěrače
Stěrač se skládá z převodového mechanismu a ze stíracích ramen, které jsou vybaveny přítlačnými pružinami a z kontaktní strany stíracími gumovými pásy. Rameno je obvykle na jednom konci při okraji okna bodově upevněno na hřídeli a pohybuje se kývavými pohyby. U některých typů stěračů je základní poloha stěrače vodorovná a úhel stírací lišty se mění současně s úhlem celého pohyblivého ramene, u jiných typů stěračů je poloha pracovní lišty stěrače stále svislá a kyvné rameno jí pohybuje převážně vodorovným směrem. Je-li na okně více stěračů, jejich činné plochy se překrývají a pohyb je mechanicky koordinován tak, aby nedocházelo ke kolizím.
Obvykle jsou stěrače ručně odklopitelné, což umožňuje například ruční údržbu čelního skla nebo stěračových pružin.
Pohon stěračů bývá elektrický s mechanickým přenosem sil, ale může být i pneumatický. V některých případech mají stěrače manuální pohon (například stěrač na zadní plošině tramvaje Tatra T3).
Rychlost a frekvence stírání může být nastavitelná, používá se také intervalový spínač. Zařízení může být vybaveno i dešťovým senzorem.
Při kombinaci vlhka a mrazu mohou stěrače přimrznout ke sklu. Této komplikaci lze předcházet například vložením vhodné izolační vrstvy na dobu odstavení vozidla.
V části období socialismu v Československu byly „gumičky ke stěračům“ jedním z legendárních typů nedostatkového zboží. Vzhledem k tomu, že se ramena stěračů nacházejí vně vozidla, jsou více ohrožena krádežemi.

## Historie stěračů
První mechanický stěrač čelního skla byl ovládán ručně řidičem nebo pasažéry vozidla. Vynalezla jej Mary Andersonová z New Yorku a následně patentovala v roce 1903 jako zařízení pro čištění skla. Jakmile bylo zařízení patentově ochráněno, zkusila zainteresovat několik společností do výroby jejího vynálezu. Nikdo však o výrobu tohoto stěrače neměl zájem, a tak skončil nápad ve stolní zásuvce. Patent vypršel v roce 1920. Ve standardní výbavě ho jako první začal v roce 1922 instalovat Cadillac.
Automatické stěrače byly vynalezeny roku 1921 a nazvány tzv. „Folberts“ podle jejich zakladatelů, Fredovi a Williamovi Folberthových. Byly poháněny vzduchovým motorem a zařízení bylo propojené hadičkou se sacím potrubím motoru vozidla.
Elektrická verze připevněná na horní část čelního skla, byla vytvořena firmou Bosch v roce 1926, ale byla dostupná pouze pro luxusní modely vozidel.
Robert Kearns (1928–2005) patentoval periodicky ovládané stěrače v roce 1967. Demonstroval svůj systém společnosti Ford Motor, která jej následně zavedla v roce 1978. Další automobiloví výrobci tento trend následovali.

## Sortiment
Stěrače se běžně prodávají i na čerpacích stanicích, jednotlivě, univerzální a levné noname. Lze koupit i celé sady: Několik kusů pro celý vůz dané značky a typu. Takové značkové sady jsou pak až o dva řády dražší.
V sadě pro vůz mohou být například tři kusy, každý jiných rozměrů: jeden na zadní páté dveře, dva na přední okno.

### Typy upevnění
Dnes existuje přinejmenším šest různých typů upevnění stěračů na ramena, typicky bezšroubových. Nejstarším je „Typ 1“: na bezdrážkovou hřídelku cca 2 cm dlouhou, bez dalšího upevnění, jen s hákem proti úplnému samovolnému vyvlečení stěrače.

## Použití
U automobilů obvykle bývají na čelním skle dva stěrače, jejichž ramena jsou upevněna pod dolním okrajem čelního skla. U autobusů s velkoplošným čelním sklem jsou někdy i tři stěrače. U některých velkých vozidel (lokomotivy atd.) je stěrač upevněn u horního okraje skla.
U osobních automobilů ke standardu začínají patřit i stěrače zadního skla, některé typy mají i stěrače světlometů, případně venkovních zrcátek atd.
Zejména na čelních sklech bývají stěrače doplněny i ostřikovači.
Plocha mezi čelním sklem a gumou stěrače je také oblíbeným místem pro vkládání různých policejních a úředních výzev a sdělení (například v souvislosti s nesprávným zaparkováním nebo je-li vozidlo považováno za vrak). Někdy za stěrače bývají vkládána i reklamní sdělení, případně vzkaz od řidiče, který zaparkované vozidlo naboural atd.

## Geometrie
